# River City
River City är en skottisk TV-serie, en såpopera som BBC har producerat sedan 2002.